# Referendum in Pakistan 1984
Das Referendum in Pakistan 1984 wurde am 19. Oktober abgehalten. Die Befragten sollten im Referendum angeben, ob sie mit dem Vorschlag Zia ul Haqs Vorschlag einverstanden sind, Gesetze im Einklang mit dem Quran und der Sunna verändert werden. Die Wähler sollten darüber entscheiden, ob dieser Prozess weiter ausgebaut werden sollte und ob sie mit der islamischen Ideologie Pakistans einverstanden waren. Das Referendum sollte auch dazu dienen, die Amtszeit von Zia um weitere fünf Jahre zu verlängern. Offizielle Ergebnisse zeigten, dass das Referendum mit 98,5 % angenommen wurde. Die Wahlbeteiligung lag bei 62,2 %. Unabhängige Beobachter stellten die offiziellen Ergebnisse jedoch in Frage.

## Geschichte
General Zia-ul-Haq wollte eine Art Scheindemokratie in Pakistan aufbauen. Er wollte seiner Präsidentschaft einen zivilen Stempel aufdrücken. Zia ul Haq leitete einige Vorkehrungen für dieses Vorhaben ein. Er etablierte die Majlis-i-Shoora. Die Majlis-i-Shoora.
sollte das Parlament Pakistans ersetzen. Die Majlis.i.Shoora hatte jedoch keine legislative Befugnisse.
Der nächste Schritt von Zia war es, die Bevölkerung zu mobilisieren, um seine Herrschaft zu bestätigen. Dies sollte nach Willen von Zia
durch ein Referendum geschehen. Ein einfaches Ja sollte Zia in seiner Regentschaft bestätigen. Das Referendum wurde aber so ausgestaltet, dass Zias Absichten nicht zu sehen waren. Das Referendum konfrontierte die Bevölkerung mit einer schwierigen Frage, war jedoch so konzipiert, dass Zias Islamisierungspolitik durch die Bevölkerung bestätigt und anschließend ausgebaut werden sollte. Die Frage des Referendums lautete:

“Whether the people of Pakistan endorse the process initiated by General Muhammad Zia-ul-Haq, the President of Pakistan, for bringing the laws of Pakistan in conformity with the injunctions of Islam as laid down in the Holy Quran and Sunnah of the Holy Prophet (PBUH) and for the preservation of the Islamic ideology of Pakistan, for the continuation and consolidation of that process, and for the smooth and orderly transfer of power to the elected representatives of the people”

„Sollen die Menschen in Pakistan, den durch General Mohammad Zia-ul-Haq, der Präsident Pakistans, initiierten Prozess, dass die Gesetze in Einklang mit dem Islam seien sollen, so wie es im Quran und in der Sunnah des Heiligen Propheten (saw)
ausgelegt ist und um der Erhaltung der islamischen Ideologie Willen für die Fortsetzung und Konsolidierung des Prozesses und für die
glatte Übertragung der Macht an die Repräsentanten des Volkes, bestätigen.“

Die im Referendum gestellte komplexe Frage war vor allem für die ländliche ungebildete Bevölkerung Pakistans schwer zu verstehen. Die Frage lässt sich einfach umformulieren und meint: Wollen Sie, dass Pakistan ein islamischer Staat wird? Das Referendum wurde planmäßig am 14. Dezember 1984 abgehalten. Die Bewegung zur Erhaltung der Demokratie Pakistans boykottierte das Referendum. Die Ergebnisse des Referendums zeigten, dass viele Menschen zugunsten von Zia ul Haq gestimmt haben. Die M. R. D ging jedoch davon aus, dass weniger Menschen am Referendum teilnahmen als angegeben. Zia ul Haq lehnte diese Feststellung ab. Zia meinte, dass das Volk entschieden hat, ihm eine weitere Amtszeit zu ermöglichen. Zia ul Haq wurde durch das Referendum zum Präsidenten Pakistans ernannt und vereidigt. Er gab bekannt, dass die nächsten Parlamentswahlen im Februar abgehalten werden sollen. Zia ul Haq beschloss, dass keine Parteien an diesen Wahlen teilnehmen sollen.